# Der Graben
Der Graben ist ein Gedicht der Gattung Chanson, geschrieben von Kurt Tucholsky unter seinem Pseudonym Theobald Tiger im Jahre 1926. Tucholsky thematisiert darin das sinnlose Sterben in den Schützengräben des Ersten Weltkriegs (1914–1918) und ruft am Ende die Menschen zur Überwindung des Nationalismus, des Militarismus und zur Versöhnung der Völker auf. Das Gedicht wurde 1959–1961 von Hanns Eisler vertont und gehört zu seinen bekannten Liedern nach Texten von Kurt Tucholsky mit Interpretationen von Gisela May, Hildegard Knef, Ernst Busch, Ute Lemper und anderen. Oliver Steller veröffentlichte 2000 eine Version mit einer anderen Musik.

## Entstehung
Im Jahr der ersten Drucklegung dieses Gedichtes (1926) ist Deutschland dem Völkerbund beigetreten. Nur zwei Monate später, am 20. November 1926, wurde „Der Graben“ in der Zeitung Das Andere Deutschland gedruckt. Der Titel des Liedes knüpft an den damals allen bekannten Grabenkrieg im Ersten Weltkrieg an. Für Tucholsky war klar, dass die Völkerversöhnung nicht nur Sache der Politik ist, sondern vor allem das eigentliche Volk betrifft.
In der Nazizeit (1933–1945) war das Gedicht, das zuvor einigen Anklang bei Teilen der Bevölkerung gefunden hatte, verboten und wurde zum Verstummen gebracht.

## Text
Mutter, wozu hast du deinen Sohn aufgezogen?

Hast dich zwanzig' Jahr mit ihm gequält?

Wozu ist er dir in deinen Arm geflogen,

und du hast ihm leise was erzählt?

    Bis sie ihn dir weggenommen haben.

    Für den Graben, Mutter, für den Graben.

Junge, kannst du noch an Vater denken?

Vater nahm dich oft auf seinen Arm.

Und er wollt dir einen Groschen schenken,

und er spielte mit dir Räuber und Gendarm.

    Bis sie ihn dir weggenommen haben.

    Für den Graben, Junge, für den Graben.

Drüben die französischen Genossen

lagen dicht bei Englands Arbeitsmann.

Alle haben sie ihr Blut vergossen,

und zerschossen ruht heut Mann bei Mann.

    Alte Leute, Männer, mancher Knabe

    in dem einen großen Massengrabe.

Seid nicht stolz auf Orden und Geklunker!

Seid nicht stolz auf Narben und die Zeit!

In die Gräben schickten euch die Junker,

Staatswahn und der Fabrikantenneid.

    Ihr wart gut genug zum Fraß für Raben,

    für das Grab, Kameraden, für den Graben!

Werft die Fahnen fort!

Die Militärkapellen spielen auf zu euerm Todestanz.

Seid ihr hin: ein Kranz von Immortellen -

das ist dann der Dank des Vaterlands.

    Denkt an Todesröcheln und Gestöhne.

    Drüben stehen Väter, Mütter, Söhne,

    schuften schwer, wie ihr, ums bißchen Leben.

    Wollt ihr denen nicht die Hände geben?

    Reicht die Bruderhand als schönste aller Gaben

    übern Graben, Leute, übern Graben -! 

## Form
Der Graben gliedert sich in fünf Strophen, davon vier mit demselben Reimschema. Jede der vier Strophen beginnt mit zwei Kreuzreimen. Die letzten zwei Zeilen haben jeweils einen Paarreim und sind durch die Einrückung als Refrainzeilen gekennzeichnet. Die letzte Strophe expandierte er zu einem sechszeiligen Refrain, der in der Form des Paarreims steht. Diese Ausweitung zeigt gleichzeitig, dass es in dieser Strophe zu einem inhaltlichen Höhepunkt kommen wird und für den Autor bedeutsam ist.
Die Unregelmäßigkeit dieses Gattungtyps sieht man am Versfuß. Dieser dominiert als sechshebiger Trochäus mit zwölf Silben, wird jedoch an manchen Stellen von fünf Hebungen mit zehn Silben abgelöst. Diese Flexibilität kommt dem Autor zugute, denn er kann das Gedicht freier gestalten.
Die Wiederholungsmodelle werden von Kurt Tucholsky des Öfteren verwendet, da sie ideal für eine Vertonung geeignet sind.

## Interpretation
Mit dem Titel des Werks deutet Tucholsky schon darauf hin, dass der Krieg nicht in Köpfen von Generälen und Politikern stattfindet, sondern ganz direkt im Schützengraben und auf dem Schlachtfeld. Mit der ersten Strophe wird auch klar, dass er einfache Leute ansprechen will, sprich Familienmitglieder von Kriegsopfern. In der ersten Strophe wird die Mutter angesprochen, die ihren Sohn verloren hat, in der zweiten Strophe wendet er sich an den Sohn, der seinen Vater verliert. Typisch für Tucholskys Lyrik ist das Erwecken von Gefühlen über Erinnerungen. Er spricht in der zweiten Strophe von Ereignissen aus der Kindheit und weckt dadurch ein Bild des Friedens und Verbundenheit, womit er den Leser näher ans Geschehen bringt.
In der dritten Strophe findet der Übergang vom Individuellen zum Allgemeinen statt.  Während sie sich direkt an die deutschen, britischen und französischen Soldaten im Schützengraben richtet, setzt der Verfasser die Menschen einander gleich: Alle haben sie ihr Blut vergossen / Und zerschossen ruht heut Mann bei Mann. Kurt Tucholsky gibt diesen zwei Zeilen eine mehrfache Bedeutung. Die Bedeutungslosigkeit des Einzelnen im Krieg wird hervorgehoben und gleichzeitig verweist er auf die zahlreichen Opfer, die der Erste Weltkrieg forderte.
Diese Strophe fällt zudem durch ihre geänderten Schlusszeilen auf. Mit diesem geänderten Refrain wird nochmals verdeutlicht, dass gewöhnliche Bürger dem Krieg zu Opfer fallen und dabei weder Jung noch Alt verschont bleibt. Die Begriffe „Knabe“ und „Massengrabe“ sind gehobene, altväterliche Ausdrücke, die eine Hochschätzung der Toten des Autors verrät.
In der vorletzten Strophe, die mit einer Anapher eingeleitet wird, kommt zum ersten Mal ein diktierender Ton hervor. Der negative Appell verlangt, auf Nationalstolz zu verzichten; die folgenden Zeilen benennen Kriegsschuldige: die „Junker“ (also adlige Großagrarier und Offiziere speziell in Preußen); „Staatswahn“ (eine bittere Parodie auf den Begriff Staatsraison); und den „Fabrikantenneid“, also die Konkurrenz von Industriellen. In der letzten Strophe werden die Forderungen dramatisiert, mit dem Ziel, den Militarismus zu beenden und zu erinnern, dass dem Krieg nur Tote folgen und sonst keinen Sinn darin zu sehen ist. Im folgenden sechszeiligen Refrain erkennt man wieder das Motiv der dritten Strophe, indem Tucholsky dazu aufruft, die Gegenseite als Menschen der gleichen Art wahrzunehmen und sich mit diesen zu versöhnen. Wie in den ersten Strophen nennt er wieder Väter, Mütter und Söhne, diesmal jedoch mit einer hoffnungsvollen Botschaft an die Lebendigen.
Mit der versöhnlichen Geste am Schluss seines Chansons zeigt Kurt Tucholsky die Möglichkeit auf, den Krieg in Zukunft zu überwinden.